# Emanuel Raasch

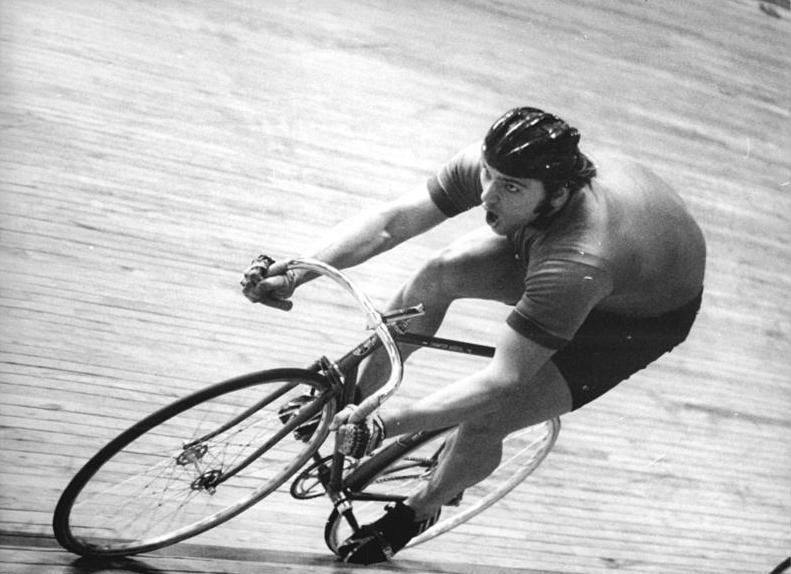
Emanuel Raasch lors des championnats de RDA de 1977

Emanuel Raasch (né le 16 novembre 1955 à Burg bei Magdeburg en Saxe-Anhalt) est un coureur cycliste allemand. Entre 1975 et 1982, il remporte cinq médailles lors des championnats du monde de cyclisme sur piste amateurs où il représente l'Allemagne de l'Est : quatre en vitesse et une au kilomètre. Lors des championnats du monde de 1991 à Stuttgart, il court pour l'Allemagne réunifiée et devient avec Eyk Pokorny champion du monde du tandem. En 1994, il remporte une septième médaille, l'argent en tandem avec Jens Glücklich.

## Palmarès

### Championnats du monde
- Rocourt 1975
  -  Médaillé de bronze de la vitesse amateurs

- San Cristobal 1977
  -  Médaillé d'argent de la vitesse amateurs

- Munich 1978
  -  Médaillé d'argent de la vitesse amateurs

- Amsterdam 1979
  -  Médaillé d'argent de la vitesse amateurs

- Leicester 1982
  -  Médaillé de bronze du kilomètre amateurs

- Stuttgart 1991
  -  Champion du monde de tandem (avec Eyk Pokorny)

- Palerme 1994
  -  Médaillé d'argent du tandem (avec Jens Glücklich)

### Championnats nationaux
- Champion de RDA du kilomètre en 1975, 1976 et 1982
- Champion de RDA de vitesse en 1977